# Arquebisbat de Mònaco
L'arquebisbat de Mònaco (francès: Archidiocèse de Monaco, llatí: Archidioecesis Monoecensis) és una seu de l'Església Catòlica a Mònaco, immediatament subjecta a la Santa Seu. Al 2016 tenia 30.000 batejats sobre una població de 36.136 habitants. Actualment està regida per l'arquebisbe Dominique-Marie David.

## Territori
L'arxidiòcesi comprèn el principat de Mònaco. Des del 2001, sobre la base d'una convenció amb la diòcesi de Niça, la parròquia del Sant Esperit de Beausoleil, que comprèn els municipis de Beausoleil, comprendente i comuni di Beausoleil, Cap-d'Ail, La Turbie i Peille, limítrof al principat, va passar a dependre de l'arxidiòcesi de Mònaco.
La seu episcopal és la ciutat de Mònaco, on es troba la catedral de l'Immaculada Concepció.
El territori s'estén sobre 1,95 km², i està dividit en 6 parròquies.

## Història
L'abadia territorial de Sant Nicolau i Sant Benet va ser erigida el 30 abril de 1868 amb el decret Pastoris aeterni de la Congregació Consistorial, amb territori desmembrat de la diòcesi de Niça. El seu territori incloïa originalment només el principat de Mònaco.
El 15 de març de 1887 l'abadia territorial es va elevar a diòcesi immediatament subjecta a la Santa Seu i va assumir el nom de diòcesi de Mònaco.
El dia 30 de juliol de 1981, la diòcesi va ser elevada al rang d'arxidiòcesi amb la butlla Apostolica haec del Papa Joan Pau II.
L'1 de setembre de 2001 alguns municipis francesos pertanyents a la diòcesi de Niça (Beausoleil, Cap-d'Ail, La Turbie i Peille) se'ls ha confiat, per convenció, a la pastoral de l'arxidiòcesi de Mònaco.

## Cronologia episcopal
- Romarico Flugi d'Aspermont, O.S.B. † (21 de maig de 1868 - 1871)
- Léandre de Dou, O.S.B. † (1871 - 1874)
- Hildebrand Marie Dell'Oro di Giosuè † (1874 - 1875)
  - Lorenzo Giovanni Battista Biale † (1875 - 1878) (administrador apostòlic)
  - Charles-Bonaventure-François Theuret † (15 de juliol de 1878 - 17 de març de 1887) (administrador apostòlic)
- Charles-Bonaventure-François Theuret † (17 de març de 1887 - 11 de novembre de 1901 mort)
- Jean-Charles Arnal du Curel † (2 d'octubre de 1903 - 6 de juny de 1915 mort)
- Gustave Vié † (8 de maig de 1916 - 10 de juliol de 1918 mort)
- Georges-Prudent-Marie Bruley des Varannes † (16 de desembre de 1920 - 13 de febrer de 1924 renuncià)
- Auguste-Maurice Clément † (25 d'abril de 1924 - 2 de març de 1936 renuncià)
- Pierre-Maurice-Marie Rivière † (2 de març de 1936 - 13 de maig de 1953 jubilat)
- Gilles-Henri-Alexis Barthe † (13 de maig de 1953 - 4 de maig de 1962 nomenat bisbe de Frejús-Toló)
- Jean-Édouard-Lucien Rupp † (9 de juny de 1962 - 8 de maig de 1971 nomenat nunci apostòlic a Iraq)
- Edmond-Marie-Henri Abelé † (27 de juny de 1972 - 1 de desembre de 1980 nomenat bisbe de Digne)
- Charles-Amarin Brand † (30 de juliol de 1981 - 16 de juliol de 1984 nomenat arquebisbe, títol personal, d'Estrasburg)
- Joseph-Marie Sardou, S.C.J. (31 de maig de 1985 - 16 de maig de 2000 jubilat)
- Bernard César Augustin Barsi † (16 de maig de 2000 - 20 de gener de 2020 jubilat)
- Dominique-Marie David, dal 21 de gener de 2020

## Estadístiques
A finals del 2016, la diòcesi tenia 30.000 batejats sobre una població de 36.136 persones, equivalent al 83,0% del total.
| any  | població | població | població | sacerdots | sacerdots       | sacerdots       | sacerdots             | diaques | religiosos | religiosos | parròquies |
| ---- | -------- | -------- | -------- | --------- | --------------- | --------------- | --------------------- | ------- | ---------- | ---------- | ---------- |
| any  | batejats | total    | %        | total     | clergat secular | clergat regular | batejats por sacerdot | diaques | homes      | dones      |            |
| 1949 | 14.950   | 23.000   | 65,0     | 35        | 20              | 15              | 427                   |         | 59         | 149        | 4          |
| 1970 | 21.675   | 23.053   | 94,0     | 34        | 16              | 18              | 637                   |         | 52         | 114        | 5          |
| 1980 | 24.839   | 25.029   | 99,2     | 33        | 14              | 19              | 752                   | 1       | 53         | 62         | 5          |
| 1990 | 25.000   | 27.000   | 92,6     | 26        | 13              | 13              | 961                   | 1       | 27         | 34         | 6          |
| 1999 | 27.000   | 30.000   | 90,0     | 20        | 12              | 8               | 1.350                 | 1       | 8          | 18         | 6          |
| 2000 | 27.000   | 30.000   | 90,0     | 21        | 14              | 7               | 1.285                 | 1       | 7          | 17         | 6          |
| 2001 | 29.000   | 32.020   | 90,6     | 20        | 14              | 6               | 1.450                 | 1       | 6          | 18         | 6          |
| 2002 | 29.000   | 32.000   | 90,6     | 20        | 13              | 7               | 1.450                 | 1       | 7          | 15         | 6          |
| 2003 | 29.000   | 32.000   | 90,6     | 21        | 14              | 7               | 1.380                 | 1       | 7          | 14         | 6          |
| 2004 | 29.000   | 32.000   | 90,6     | 18        | 13              | 5               | 1.611                 | 1       | 5          | 15         | 6          |
| 2013 | 30.000   | 36.371   | 82,5     | 24        | 18              | 6               | 1.250                 | 3       | 7          | 10         | 6          |
| 2016 | 30.000   | 36.136   | 83,0     | 23        | 17              | 6               | 1.304                 | 4       | 6          | 9          | 6          |